# Varasd megye

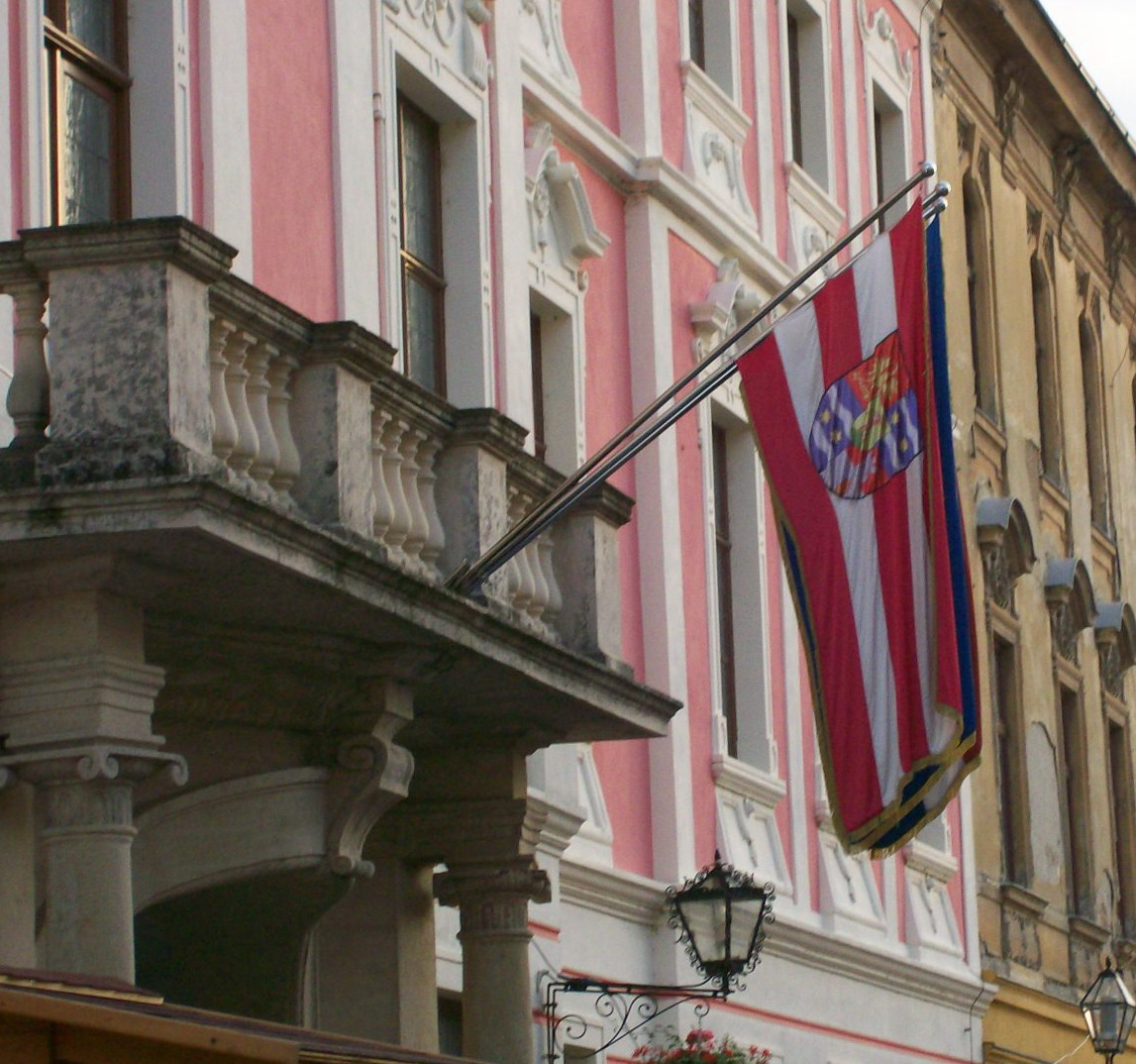
A megye zászlaja Varasdon a megyeháza épületén

Varasd megye (horvátul: Varaždinska županija) Észak-Horvátország egyik megyéje. Nevét megyeszékhelyéről, Varasdról kapta.

## Földrajz
Varasd megyét északról a Dráva, nyugatról pedig a szlovén határ fogja közre. A Dráva mellett legfontosabb folyója a Bednja, amely nyugat–keleti irányban szeli át a megyét. Területének északi részét a Drávamenti-síkság képezi, a megye többi részén a Zagorje hegyei, az Ivaneci-hegység és a Kemléki-hegység terülnek el. Teljes területe 1261 km², lakosainak száma 2001-ben 183 730 volt.

## Közigazgatás
A megye területe közigazgatási szempontból 28 községhez tartozik, melyek székhelyei közül hat városi rangú:
- Varasd (Varaždin)
- Ivanec
- Ludbreg
- Lepoglava
- Novi Marof
- Varasdfürdő (Varaždinske Toplice).

A többi 22 község központja falu:
- Bednja
- Beretinec
- Breznica
- Breznički Hum
- Cestica
- Donja Voća
- Donji Martijanec
- Gornji Kneginec
- Jalžabet
- Klenovnik
- Ljubešćica
- Mali Bukovec
- Maruševec
- Petrijanec
- Sračinec
- Sveti Đurđ
- Sveti Ilija
- Trnovec Bartolovečki
- Veliki Bukovec
- Vidovec
- Vinica
- Visoko

## Közlekedés
A megyét észak–déli irányban átszeli az A4-es autópálya (európai számozása E65), amely a magyar határtól Muracsány felől Zámlakánál lép a megye területére, elhalad Varasd, Varasdfürdő és Novi Marof mellett, majd délen Tkalecnél hagyja el a megye területét. Az autópálya biztosítja a leggyorsabb közúti összeköttetést a megye fontosabb városai és délre Zágráb, valamint a tengerpart, északra pedig Budapest irányába. A megyét nyugat–keleti irányban szeli át a drávamenti főút, mely nyugatra Maribor, keletre pedig Eszék felé biztosítja a közúti összeköttetést. Itt halad át a 19. században kiépített Budapest-Zágráb vasútvonal is, amelynek további fejlesztése még várat magára.